# Рікарду Са Пінту
Рікарду Са Пінту (порт. Ricardo Sá Pinto, * 10 жовтня 1972, Порту) — португальський футболіст, нападник. По завершенні ігрової кар'єри — футбольний тренер.
Насамперед відомий виступами за «Спортінг» та національну збірну Португалії.

## Клубна кар'єра
У дорослому футболі дебютував 1992 року виступами за команду клубу «Салгейруш», в якій провів два сезони, взявши участь у 57 матчах чемпіонату.
Своєю грою за цю команду привернув увагу представників тренерського штабу клубу «Спортінг», до складу якого приєднався 1994 року. Відіграв за лісабонський клуб наступні три сезони своєї ігрової кар'єри. Більшість часу, проведеного у складі «Спортінга», був основним гравцем атакувальної ланки команди.

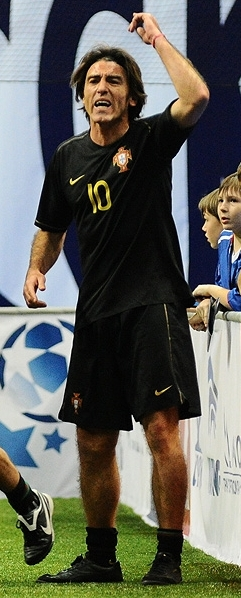
Рікарду Са Пінту у 2011 році

Протягом 1997—2000 років грав в Іспанії, де захищав кольори команди клубу «Реал Сосьєдад».
2000 року повернувся до лісабонського «Спортінга». Цього разу провів у складі його команди шість сезонів.
Завершив професійну ігрову кар'єру в бельгійському клубі «Стандард» (Льєж), за команду якого виступав протягом 2006—2007 років.

## Виступи за збірну
1994 року дебютував в офіційних матчах у складі національної збірної Португалії. Протягом кар'єри у національній команді, яка тривала 8 років, провів у формі головної команди країни 45 матчів, забивши 10 голів.
У складі збірної був учасником чемпіонату Європи 1996 року в Англії, чемпіонату Європи 2000 року у Бельгії та Нідерландах, на якому команда здобула бронзові нагороди.

## Тренерська кар'єра
Тренерську кар'єру розпочав 2010 року, увійшовши до тренерського штабу клубу «Уніан Лейрія».
В липні 2011 року повернувся в «Спортінга», де став тренувати юнацьку команду. 13 лютого 2012 року був призначений на пост головного тренера клубу, змінивши на цьому посту Домінгуша Пасієнсію. Під його керівництвом лісабонці дійшли до півфіналу Ліги Європи, вийшли у фінал Кубка Португалії і посіли четверте місце в національній першості. Але вже в жовтні 2012 року тренер був звільнений через незадовільні результати.
18 березня 2013 року став головним тренером сербської «Црвени Звезди». По закінченні сезону, в якому белградському клубу так і не вдалося відібрати чемпіонський титул у «Партизана», передбачалося, що тренер продовжить свою роботу з командою. Однак португалець не домовився з керівництвом клубу про новий контракт і залишив займану посаду. З белградським клубом португальський тренер працював протягом всього лише 100 днів.
У період з жовтня 2013 року по лютий 2015 року він працював в Суперлізі Греції з клубамиОФІ та «Атромітос».
Са Пінту повернувся до Португалії, в і її столицю в червні 2015 року, узгодивши контракт з «Белененсешем», де замінив Літу Відігала. Проте вже 15 грудня 2015 року залишив посаду головного тренера «Белененсіша» після гостьової поразки від «Академіки» з рахунком 3:4.
У 2016 році недовго очолював саудівський «Аль-Фатех».
2017 року на деякий час повертався на тренерський місток грецького «Атромітоса». Того ж року очолив тренерський штаб бельгійського «Стандарда» (Льєж). На чолі льєзького клубу провів неоднозначний сезон — у регулярній частині чемпіонату «Стандард» фінішував лише шостим, проте у раунді плей-оф виборов право участі у Лізі чемпіонів. Також команда під керівництвом португальського спеціаліста тріумфувала у розіграші Кубка країни. Попри це у травні 2018 року Са Пінту залишив бельгійський клуб.
Новою командою тренера стала варшавська «Легія», з якою він уклав трирічний контракт у серпні того ж 2018 року. Проте вже у квітні 2019 року, коли стало зрозуміло, що «Легія» поступається у чемпіонських перегонах гданській «Лехії», португальця було звільнено.
Влітку 2019 року уперше за чотири роки повернувся до тренерської роботи на батьківщині, очоливши тренерський штаб «Браги», яку, утім, залишив ще до кінця року через незадовільні виступи у внутрішньому чемпіонаті, де команда на той час ішла на восьмому місці.
Наприкінці 2020 року протягом двох місяців тренував бразильський «Васко да Гама», утім не зумів покращити результати команди, що боролася за збереження місця у Серії A.
20 січня 2021 року уклав тренерський контракт на два з половиною роки із турецьким «Газіантепом». По завершенні першого ж для себе сезону 2020/21 у Туреччині, в якому його команда фінішувала у верхній половині турнірної таблиці, вирішив її залишити, висловивши невдоволення керівництвом клубу і своїми гравцями.
| Дата       | Місто              | Господарі         | Результат | Гості       | Турнір                | Голи | Примітки |
| ---------- | ------------------ | ----------------- | --------- | ----------- | --------------------- | ---- | -------- |
| 7-9-1994   | Белфаст            | Північна Ірландія | 1 – 2     | Португалія  | Відбір до ЧЄ 1996     | -    | 55' 80'  |
| 13-11-1994 | Лісабон            | Португалія        | 1 – 0     | Австрія     | Відбір до ЧЄ 1996     | -    | 50' 71'  |
| 26-1-1995  | Торонто            | Канада            | 1 – 1     | Португалія  | товариський матч      | -    | 79' 89'  |
| 22-2-1995  | Торонто            | Данія             | 0 – 1     | Португалія  | товариський матч      | -    | 56'      |
| 15-8-1995  | Вадуц              | Ліхтенштейн       | 0 – 7     | Португалія  | Відбір до ЧЄ 1996     | -    | 46' 84'  |
| 11-10-1995 | Відень             | Австрія           | 1 – 1     | Португалія  | Відбір до ЧЄ 1996     | -    | 58' 69'  |
| 12-12-1995 | Лісабон            | Португалія        | 1 – 1     | Англія      | Відбір до ЧЄ 1996     | -    |          |
| 21-2-1996  | Порту              | Португалія        | 1 – 2     | Німеччина   | товариський матч      | -    |          |
| 27-3-1996  | Лісабон            | Португалія        | 1 – 0     | Греція      | товариський матч      | -    | 46'      |
| 29-5-1996  | Дублін             | Ірландія          | 1 – 1     | Португалія  | товариський матч      | -    | 46'      |
| 9-6-1996   | Шеффілд            | Данія             | 1 – 1     | Португалія  | ЧЄ 1996 - 1-й етап    | 1    | 43'      |
| 14-6-1996  | Ноттінгем          | Португалія        | 1 – 0     | Туреччина   | ЧЄ 1996 - 1-й етап    | -    | 66'      |
| 19-6-1996  | Ноттінгем          | Хорватія          | 0 – 3     | Португалія  | ЧЄ 1996 - 1-й етап    | -    | 46'      |
| 23-6-1996  | Бірмінгем          | Чехія             | 1 – 0     | Португалія  | ЧЄ 1996 - чвертьфінал | -    | 40' 46'  |
| 31-8-1996  | Єреван             | Вірменія          | 0 – 0     | Португалія  | Відбір до ЧС 1998     | -    | 85'      |
| 5-10-1996  | Київ               | Україна           | 2 – 1     | Португалія  | Відбір до ЧС 1998     | -    | 64'      |
| 9-10-1996  | Тирана             | Албанія           | 0 – 3     | Португалія  | Відбір до ЧС 1998     | -    |          |
| 9-11-1996  | Порту              | Португалія        | 1 – 0     | Україна     | Відбір до ЧС 1998     | -    | 71' 76'  |
| 22-1-1997  | Брага (Португалія) | Португалія        | 0 – 2     | Франція     | товариський матч      | -    | 46'      |
| 19-2-1997  | Афіни              | Греція            | 0 – 0     | Португалія  | товариський матч      | -    | 58'      |
| 6-9-1998   | Будапешт           | Угорщина          | 1 – 3     | Португалія  | Відбір до ЧЄ 2000     | 2    |          |
| 10-10-1998 | Порту              | Португалія        | 0 – 1     | Румунія     | Відбір до ЧЄ 2000     | -    |          |
| 14-10-1998 | Братислава         | Словаччина        | 0 – 3     | Португалія  | Відбір до ЧЄ 2000     | -    |          |
| 18-11-1998 | Сетубал            | Португалія        | 2 – 0     | Ізраїль     | товариський матч      | -    |          |
| 10-2-1999  | Париж              | Нідерланди        | 0 – 0     | Португалія  | товариський матч      | -    | 89'      |
| 26-3-1999  | Гімарайнш          | Португалія        | 7 – 0     | Азербайджан | Відбір до ЧЄ 2000     | 1    |          |
| 31-3-1999  | Вадуц              | Ліхтенштейн       | 0 – 5     | Португалія  | Відбір до ЧЄ 2000     | -    | 60'      |
| 5-6-1999   | Лісабон            | Португалія        | 1 – 0     | Словаччина  | Відбір до ЧЄ 2000     | -    | 89'      |
| 9-6-1999   | Коїмбра            | Португалія        | 8 – 0     | Ліхтенштейн | Відбір до ЧЄ 2000     | 3    |          |
| 18-8-1999  | Лісабон            | Португалія        | 4 – 0     | Андорра     | товариський матч      | -    | 60'      |
| 4-9-1999   | Баку               | Азербайджан       | 1 – 1     | Португалія  | Відбір до ЧЄ 2000     | -    | 46'      |
| 8-9-1999   | Бухарест           | Румунія           | 1 – 1     | Португалія  | Відбір до ЧЄ 2000     | -    |          |
| 9-10-1999  | Лісабон            | Португалія        | 3 – 0     | Угорщина    | Відбір до ЧЄ 2000     | -    | 89'      |
| 23-2-2000  | Шарлеруа           | Бельгія           | 1 – 1     | Португалія  | товариський матч      | 1    | 63'      |
| 29-3-2000  | Лейрія             | Португалія        | 2 – 1     | Данія       | товариський матч      | -    | 46'      |
| 26-4-2000  | Реджо-Калабрія     | Італія            | 2 – 0     | Португалія  | товариський матч      | -    | 60'      |
| 2-6-2000   | Шавеш              | Португалія        | 3 – 0     | Уельс       | товариський матч      | 1    | 60'      |
| 17-6-2000  | Арнем              | Румунія           | 0 – 1     | Португалія  | ЧЄ 2000 - 1-й етап    | -    | 56'      |
| 20-6-2000  | Роттердам          | Португалія        | 3 – 0     | Німеччина   | ЧЄ 2000 - 1-й етап    | -    |          |
| 24-6-2000  | Амстердам          | Туреччина         | 0 – 2     | Португалія  | ЧЄ 2000 - чвертьфінал | -    | 74'      |
| 16-8-2000  | Візеу              | Португалія        | 5 – 1     | Литва       | товариський матч      | -    |          |
| 3-9-2000   | Таллінн            | Естонія           | 1 – 3     | Португалія  | Відбір до ЧС 2002     | 1    |          |
| 7-10-2000  | Лісабон            | Португалія        | 1 – 1     | Ірландія    | Відбір до ЧС 2002     | -    | 77'      |
| 11-10-2000 | Роттердам          | Нідерланди        | 0 – 2     | Португалія  | Відбір до ЧС 2002     | -    | 87'      |
| 6-6-2001   | Лісабон            | Португалія        | 6 – 0     | Кіпр        | Відбір до ЧС 2002     | -    | 72'      |
| Усього     |                    | Матчів            | 45        |             | Голів                 | 10   |          |

## Титули і досягнення
Як гравець
- Прімейра-Ліга: 2001–2002
- Кубок Португалії: 1994–1995, 2001–2002
- Суперкубок Португалії: 1995, 2000, 2002

Як тренер
- Володар Кубка Бельгії: 2017–2018
- Володар Суперкубка Ірану: 2022